# The Portal Tapes
The Portal Tapes – kompilacja amerykańskiej grupy muzycznej Cynic. Została wydana 23 marca 2012 roku przez wytwórnię płytową Season of Mist.  

## Lista utworów
Opracowano na podstawie materiału źródłowego.
| Nr  | Tytuł utworu        | Długość |
| --- | ------------------- | ------- |
| 1.  | „Endless Endeavors” | 3:55    |
| 2.  | „Karma's Plight”    | 5:20    |
| 3.  | „Circle”            | 5:10    |
| 4.  | „Costumed in Grace” | 4:24    |
| 5.  | „Cosmos”            | 4:20    |
| 6.  | „Crawl Above”       | 3:57    |
| 7.  | „Mirror Child”      | 5:03    |
| 8.  | „Road to You”       | 4:24    |
| 9.  | „Belong”            | 4:19    |
| 10. | „Not the Same”      | 4:29    |
|     |                     | 45:21   |

## Twórcy
Opracowano na podstawie materiału źródłowego.
| - Sean Reinert – perkusja, instrumenty perkusyjne - Paul Masvidal – gitara, wokal - Chris Kringel – gitara basowa - Jason Gobel – gitara |  | - Aruna Abrams – instrumenty klawiszowe, wokal - Robert Venosa – okładka - Eric Koondel – mastering |